# Vaniljekranse
En vaniljekrans er en traditionel dansk småkage, der stammer fra omkring 1840'erne.
Vaniljekranse består af hvedemel, smør, sukker, vanilje, æg og evt. hakkede mandler. Vaniljekranse bages oftest til jul og har en karakteristisk cirkulær form med et stjerneformet tværsnit.